# 埃尔马
埃尔马（英語：Elma）是位于美国纽约州伊利县的一个镇，地处伊利县中部、布法罗东南。2010年美国人口普查时，该镇有11317人。最初的定居者于1827年左右到达这里。1857年，埃尔马镇正式建立，也是全县最晚建立的城镇。其名称源于当时此地一株知名的美国榆（American elm）。